# 선저우 5호

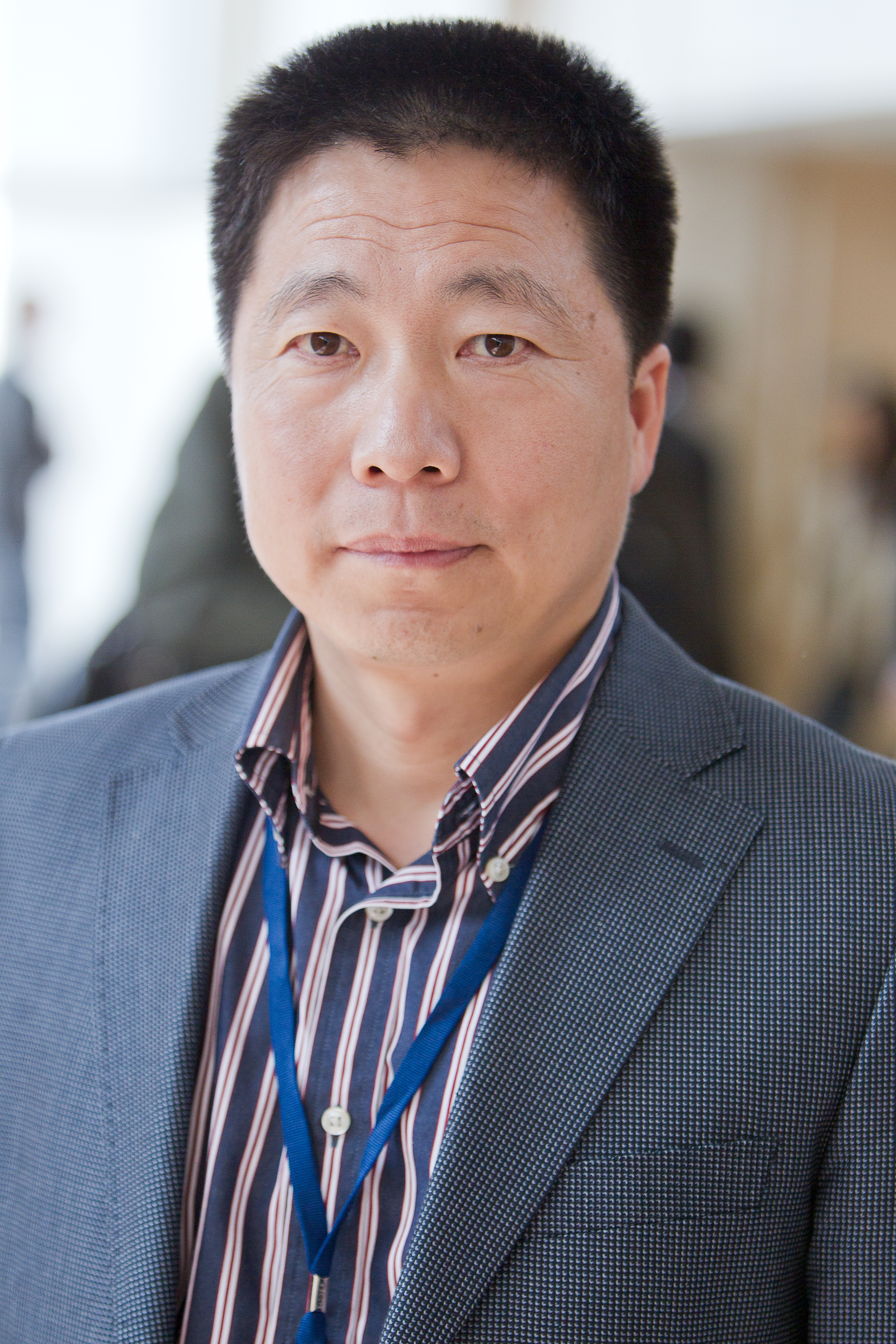

선저우 5호 (神舟五号)는 2003년 10월 15일, 창정(長征) 2F 로켓에 실려 성공적으로 발사된 중화인민공화국 최초의 유인 우주선이다.
선저우 5호는 현지 시각 9시(UTC +8) 정각 간쑤성 주취안 위성발사센터에서 발사되어, 9시 10분에 궤도로 진입했다. 이 우주선에는 전 전투기 조종사 양리웨이(楊利偉) 중령이 탑승했다.
이 발사로 중국은 소련, 미국에 이어 사람을 우주 궤도에 진입시킨 세 번째 국가가 되었다.
발사 장면은 생중계되지는 않았고, 발사 직후 CCTV를 통해 짧게 소개되었다.
우주선은 지구 궤도를 14회 선회한 다음 발사된 지 21시간 만에 귀환했다.

## 같이 보기
- 톈궁 계획
- 주취안 위성발사센터